# Księżyce (Damianowo)
Księżyce – przysiółek wsi Damianowo w Polsce położony w województwie dolnośląskim, w powiecie średzkim, w gminie Udanin.

## Zabytki
- na budynku nr 66, części dawnych dworskich zabudowań znajduje się kartusz z herbem starej szlachty śląskiej Schellendorf z inicjałami H.S. v.S. (von Schellendorf) i data 1776[5].

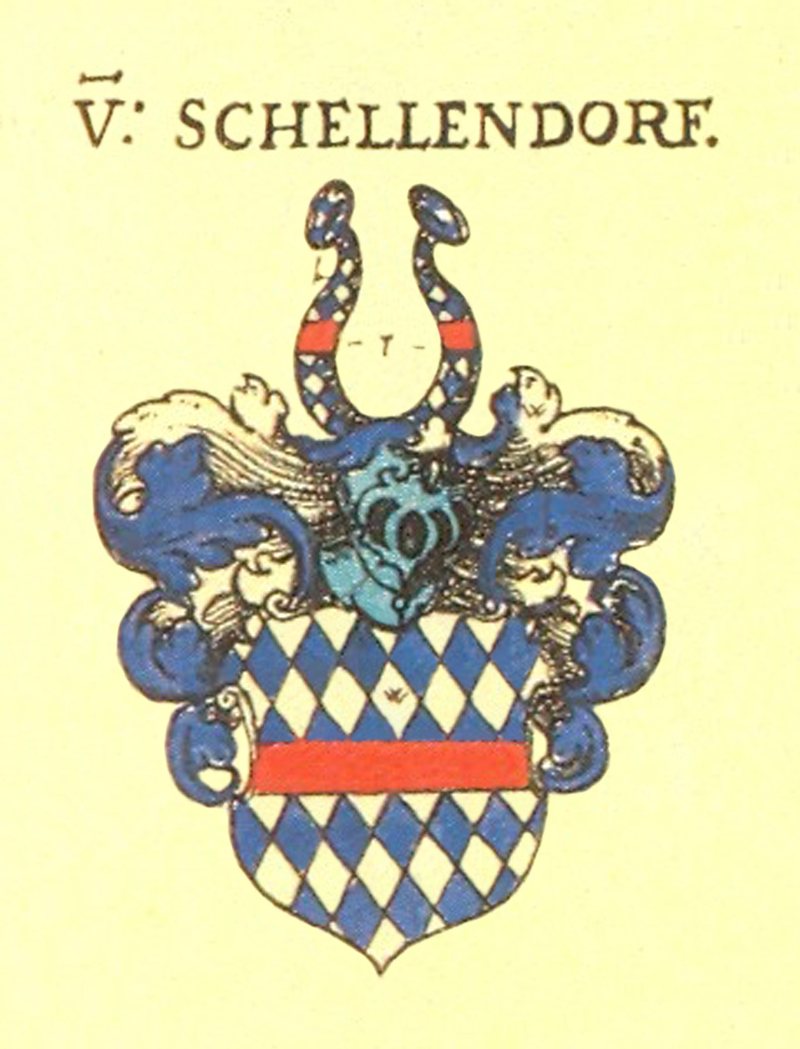
Herb von Schellendorf